# Wesenberg (Mecklenburg)
Wesenberg är en mindre stad i det nordtyska förbundslandet Mecklenburg-Vorpommern.
Kommunen ingår i kommunalförbundet Amt Mecklenburgische Kleinseenplatte tillsammans med kommunerna Mirow, Priepert och Wustrow.

## Geografi
Wesenberg är beläget mellan städerna Neustrelitz och Mirow vid sjön Woblitzsee i distriktet Mecklenburgische Seenplatte.
Wesenberg har följande ortsdelar: Ahrensberg, Below, Hartenland, Klein Quassow, Pelzkuhl, Strasen (sedan 1999) och Zirtow.

## Historia

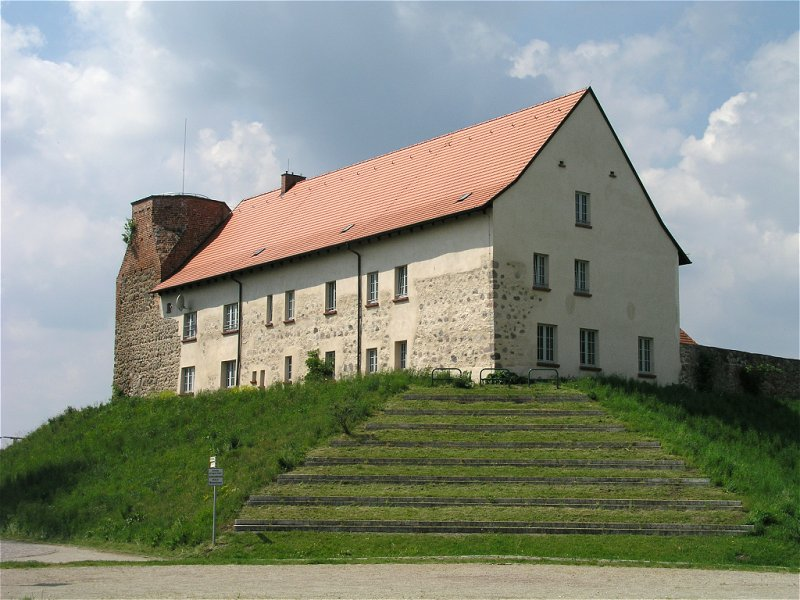
Borgen i Wesenberg

Orten grundades av Nikolaus I av Werle 1252 och Wesenberghe omnämns för första gången 1257 i en urkund. Efter slaget vid Groß Trebbow tillföll staden Mark Brandenburg 1276. 1292 kom staden till Mecklenburg, då Henrik II av Mecklenburg gifte sig med Beatrix av Brandenburg och 1471 ingick staden i hertigdömet Mecklenburg-Strelitz.
Under 1800-talet anlades chaussén till Neustrelitz (1860) och Mirow (1870). 1890 anslöts Wesenberg till den nya järnvägen Neustrelitz-Mirow.

### Östtyska tiden
Under DDR-tiden tillhörde Wesenberg distriktet Neustrelitz inom länet Neubrandenburg (1952–1990).

### Befolkningsutveckling
Befolkningsutveckling i Wesenberg
Källa:,

## Vänorter
Wesenberg är vänort till den tyska staden Quakenbrück.

## Sevärdheter
- Borgen från 1200-talet
- Gotiska kyrkan från 1300-talet

## Kommunikationer
Wesenberg ligger vid järnvägen Mirow-Neustrelitz, som trafikeras med regionaltåg.